# Đại Triệt Tông Linh
Đại Triệt Tông Linh (zh. 大徹宗令, ja. daisetsu sōrei), 1333-1408, là một vị Thiền sư Nhật Bản, thuộc tông Tào Động, một trong năm vị đại đệ tử của Thiền sư Nga Sơn Thiều Thạc (ja. gasan jōseki, 1275-1365).
Sư khai sáng nhiều Thiền viện như Diệu Ứng Giáo tự (ja. myō' ōkyō-ji) tại Mino, Lập Xuyên tự (ja. rissen-ji) tại Etchū.